# Annette Gerlach
Pour les articles homonymes, voir Gerlach.
Annette Gerlach, née à Berlin le 16 octobre 1964, est une journaliste et présentatrice allemande de la chaîne de télévision franco-allemande Arte. Elle présente les programmes en langue allemande ainsi qu’en langue française,,.

## Biographie
Berlinoise d’origine, Annette Gerlach vit et travaille en France depuis ses études. Après des études d’économie, elle commence sa carrière de journaliste au sein de la rédaction du magazine hebdomadaire Le Nouvel Observateur à Paris.
En 1992, elle rejoint la chaîne de télévision Arte à Strasbourg, dès sa création. Depuis 1998, elle y présente les JT quotidiens (Arte Info devenu depuis 2010 Arte Journal).
De 2004 à 2010, en parallèle, elle a codirigé et présenté Arte Culture, le magazine culturel d’Arte, avec Gustav Hofer.
En outre, Annette Gerlach couvre de prestigieuses manifestations culturelles partout dans le monde, souvent diffusées en direct par Arte, comme la réouverture de l'opéra de Barcelone (Grand théâtre du Liceu), de Venise (Teatro La Fenice) ou le Festival d'Avignon. En 2012, elle suit le Festival de Salzbourg, le Festival de Cannes et le Festival de Bayreuth. Elle a également acquis sa notoriété grâce à la présentation annuelle de la Berlinale.

## Distinctions
- 2008 - Annette Gerlach est promue Chevalier de l'Ordre des Arts et des Lettres par le Ministère de la Culture[5]
- 2006 - Elle reçoit le Prix Richelieu pour la Défense de la langue française[6]
- Annette Gerlach est présente dans la version française du Who's Who[7]

## Vie privée
Annette Gerlach habite à Strasbourg, et a eu une fille, née en 2003, avec le chef d'orchestre américain John Axelrod,.